# Исто, Эдвард
Эдвард Исто (фин. Edvard Isto; 28 ноября 1865, Алаторнио, Великое княжество Финляндское — 14 октября 1905, Гельсингфорс) — финский художник, наиболее известный своей картиной «Атака», написанной в 1899 году.

## Биография
Эдвард «Ээту» Исто родился 28 ноября 1865 года в местечке Алавояккала близ Алаторнио, став самым младшим ребёнком из девяти детей в семье Якова и Кайсы Лийсы Исто. После окончания государственной школы учился в художественном училище в Швеции, проживая у одного из своих родственников. В 1888 году переехал в Ге́льсингфорс и поступил в школу искусств и ремёсел, в которой учился также в период 1890—1903 годов. Во время этого перерыва в учёбе работал художником-декоратором, а после окончания школы получил работу в художественном салоне Саломо Вуорио. В 1895 году получил небольшую денежную дотацию и выехал в Берлин, где довольно эпизодически учился в академии искусств. С осени 1896 года ежедневно работал художником-декоратором, а в выходные и воскресенье получал частные уроки у художника Ойгена Ханетцога.

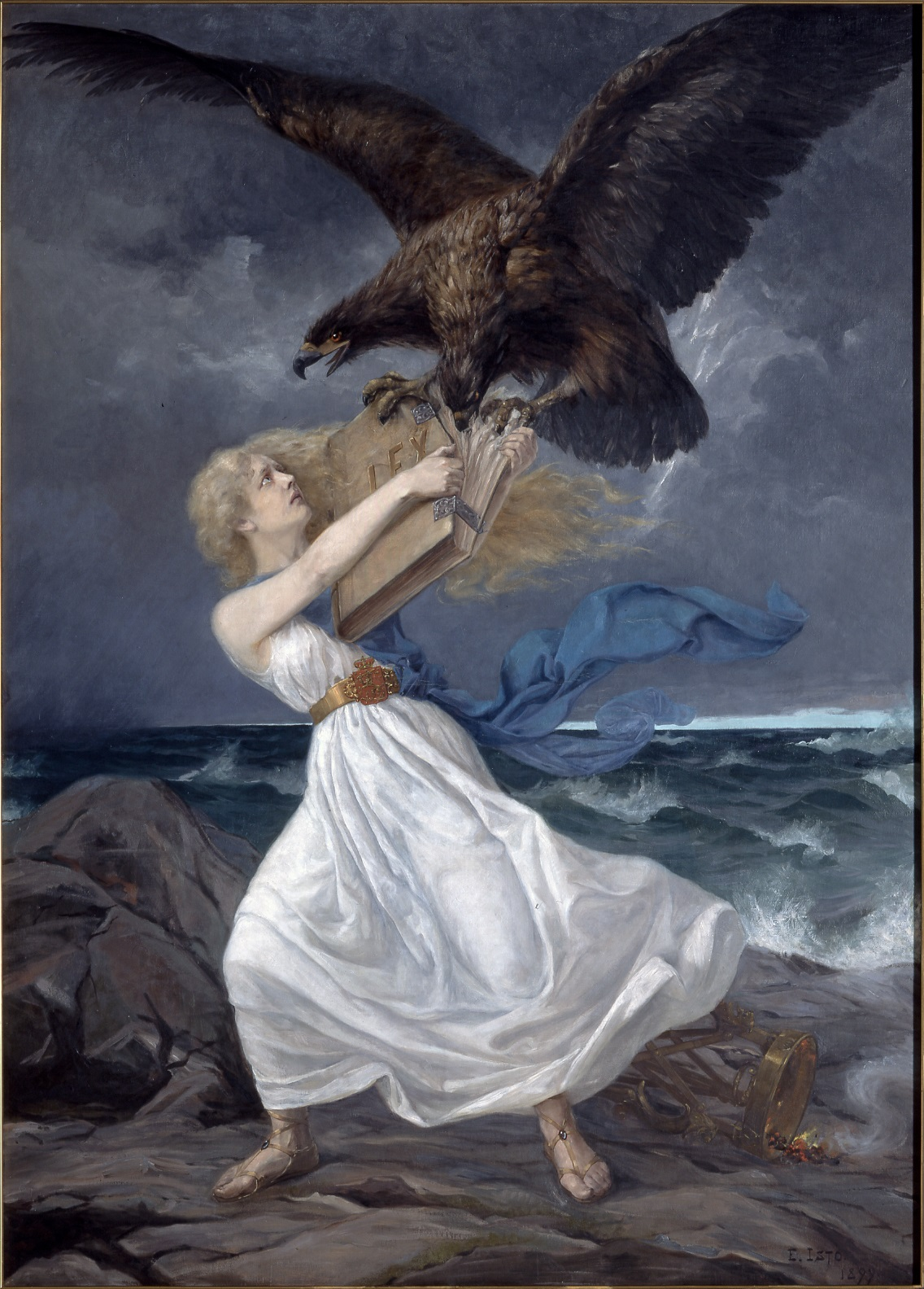
«Атака», 1899 год

Во время пребывания в Берлине в феврале 1899 года Исто выбрал тему для будущей картины, будучи возбуждённым февральским манифестом царя Николая II по притеснению финского языка, а также находясь под влиянием работ французского художника Пьера Пюви де Шаванна. По всей видимости, Исто написал работу ещё в Берлине, а закончил летом 1899 года в Ге́льсингфорс, на родине. На картине под названием «Атака» (фин. Hyökkäys) изображено как русский двуглавый орёл атакует деву Финляндию в попытке вырвать у неё из рук свод законов. Композиция наделена удивительной и впечатляющей экспрессией в сочетании с использованием финских национальных символов, в чём можно разглядеть большой талант Исто как декоратора, однако общий стиль и фактура полотна свидетельствует о его неопытности как художника. Запрещённая к публичному показу картина получила широкое хождение в виде фотокопий, распространение которых пресекалось жандармами, тогда как критики всё же писали рецензии о работе Исто, не указывая имени автора. «Атака» прославила Исто, став самой известной его работой и оставшись самой известной финской картиной на политическую тему.
В начале марта 1900 года Исто вернулся в Берлин и с ещё большим энтузиазмом вернулся к учёбе, окончив зимой 1900—1901 годов высшие курсы в академии искусств. В то же время, в Германии, он написал несколько картин на библейские сюжеты. Летом 1901 года Исто вернулся в Финляндию и поселился у своего друга — пастора Йоханнеса Гранё, настоятеля церкви в Алаторнио. Там Исто написал значительное количество работ малых размеров, а также несколько больших полотен. Из них можно выделить неоконченную и неподписанную политическую картину «Лжесвидетельство» (фин. Väärä vala), на которой изображено как крестьянин, похожий на Николая II, положив руку на Библию даёт ложные показания в окружном суде Алаторнио. Около него стоит женщина — персонификация Финляндии, которая отвела в сторону свой испуганный взгляд, тогда как рядом из открытой печи выглядывают черти.
Более известной оказалась портретная живопись Исто, пользовавшаяся в то время большим спросом. Хотя портреты не получили настоящего художественного признания, именно с их помощью Исто наглядно показал, что смог подняться от простого художника-декоратора до живописца.
Весной 1902 года пастор Гранё засобирался в Сибирь для духовного окормления ссыльных финнов и позвал с собой Исто. Весной 1905 года он вместе с сыном Гранё съездил в Сибирь, где находился в подавленном настроении, страдая от жары и переболев тифом. Вернувшись в Финляндию, 14 октября 1905 года Исто скончался от воспаления лёгких. Он был похоронен на кладбище Алаторнио. На могиле Исто стоит надгробный памятник с бронзовым рельефом по мотивам «Атаки», установленный в 1936 году по проекту скульптора Мартти Тарвайсена.
Уже после смерти художника небольшие пейзажи кисти Исто, написанные в Сибири, экспонировались на выставке финских художников.